# Trichosalpinx uvaria
Trichosalpinx uvaria är en orkidéart som beskrevs av Carlyle August Luer. Trichosalpinx uvaria ingår i släktet Trichosalpinx och familjen orkidéer. Inga underarter finns listade i Catalogue of Life.